# Běstvina (zámek)
Běstvina je zámek ve středu stejnojmenné obce Běstvina (budova má čp. 1). Raně barokní zámek vznikl v polovině 17. století na místě starší tvrze, poté byl zámek výrazně přestavěn ve 20. letech 18. století. Až do začátku 20. století sloužil jako šlechtická rezidence, naposledy od roku 1870 patřil Herzogenbergům, v roce 1927 jej odkoupila společnost Humanita a provozovala zde dětskou ozdravovnu, později stavbu spravovala obec a sídlily zde školské organizace.

## Popis

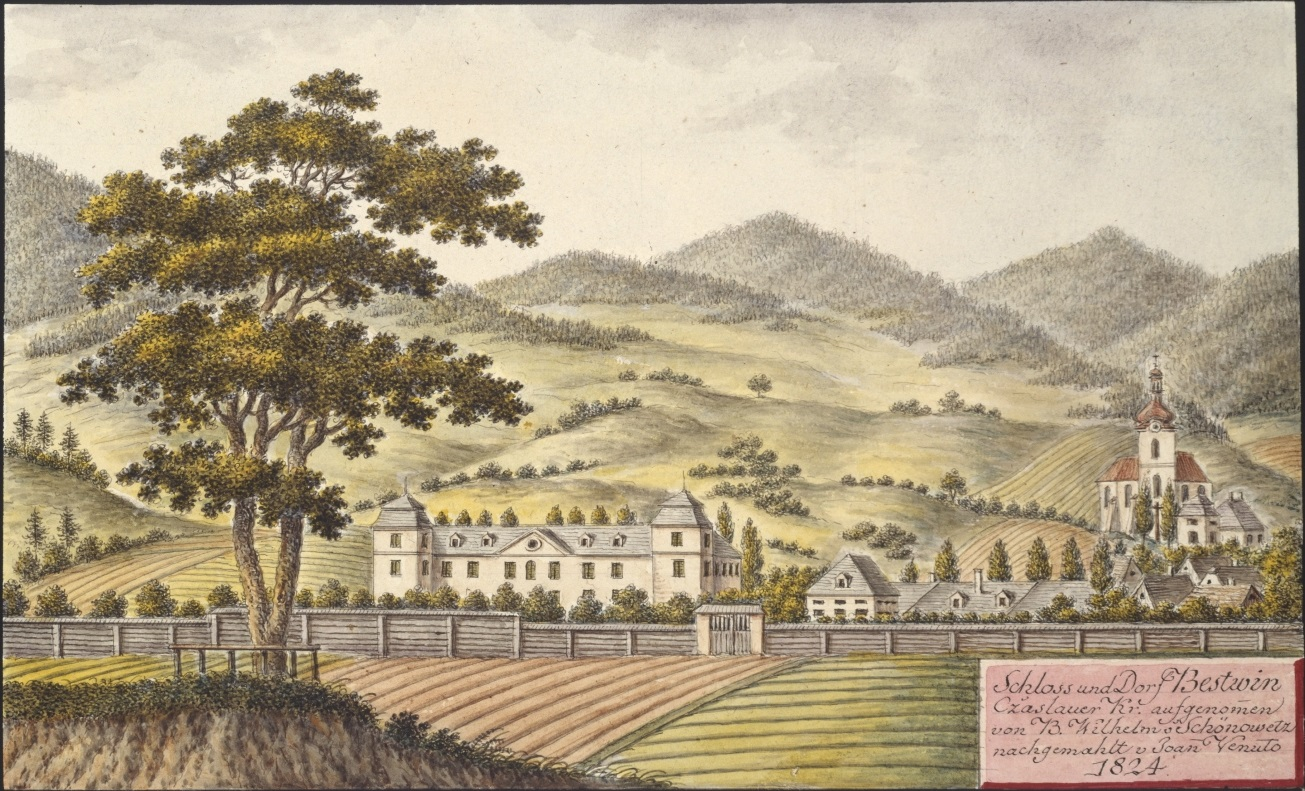
Zámek Běstvina na zobrazení z roku 1824

Zámek Běstvina tvoří střízlivá patrová budova. Původní zámek měl pravidelnou čtyřkřídlou dispozici uzavírající obdélný dvůr, v rozích měl dvoupatrové věžičky. Při přestavbě v 18. století bylo východní průčelí odstraněno a nahrazeno předsunutým rizalitem a dvěma k němu vybíhajícími křídly. U průčelí na západě směřujícímu do parku zůstala podoba zachována, včetně dvou předsunutých věžových staveb, k tomuto průčelí je přistavěné nové schodiště. Uzavřený dvůr má ze tří stran ochoz s arkádami, dnes zazděný s okny. V novém průčelí je kaple sv. Vojtěcha.